# Cucudeta
Cucudeta là một chi nhện trong họ Salticidae.